# Lex superior
Lex superior (latin, "højere lov") er et retsligt princip, som går ud på, at retsregler af højere rang går forud for regler af lavere rang, hvis der er modstrid mellem reglerne.
Med en hel sætning: Lex superior derogat legi inferiori; altså den højere lov ophæver den lavere.
Reglen om lex superior er ufravigelig; hvorimod de to andre lex-regler kan fraviges.